# Michel Coranotte
Michel Coranotte, né en 1963, est un skieur alpin et un alpiniste français.

## Biographie
Il est originaire de la vallée de l'Ubaye.
Membre de l'équipe de France de ski alpin, il est sacré Champion de France de combiné en 1982. 
Puis il court pendant onze années sur circuit américain World Pro Ski Tour (dans les années 1990).
Il devient ensuite guide de haute montagne et moniteur de ski.
Avec Patrick Gabarrou il effectue le 22 septembre 2008 une première dans les Grandes Jorasses : Hugues d'en haut (en hommage à Hugues d'Aubarede)  
Il apparait dans 2 documentaires sur l'alpinisme :
- Sur le fil d'un rêve de Gilles Charensol (2011)
- Face Nord de l’Eiger - Sur la trace des pionniers de Bruno Peyronnet (2010)

## Palmarès

### Championnats de France

#### Élite
| Édition / Epreuve                                      | Slalom géant | Slalom | Combiné |
| ------------------------------------------------------ | ------------ | ------ | ------- |
| Championnats 1982 Val Thorens / Les Menuires / Valberg | 12e          | 10e    | Or      |